# Axelfors
Axelfors är en ort i Revesjö socken i Svenljunga kommun i Västra Götalands län, belägen vid Länsväg 154, som går från Falkenberg till Riksväg 27 norr om Sexdrega. Orten var till och med 2005 klassad som en småort.
Axelfors har sitt namn efter den fors som Ätran bildat där Axelfors kraftverk nu ligger. Orten ett förflutet som järnvägsknut.

## Idrott
Axelfors IK hette idrottsföreningen på orten som hade lag fram till 1958. Tidigare hette klubben Revesjö IK fram till 1956. Idrottsplatsen som Axelfors IK använde hette Hedavallen. Idag är det en åker men en av målställningarna står fortfarande kvar i skogen.